# Ferenc Keserű
Ferenc Keserű (* 27. August 1903 in Budapest; † 16. Juli 1968 ebenda) war ein ungarischer Wasserballspieler.
Keserű nahm 1924 erstmals an Olympischen Spielen teil, als er in Paris mit der ungarischen Wasserballnationalmannschaft den fünften Platz belegte. Vier Jahre später erreichte er in Amsterdam mit der ungarischen Mannschaft das Finale und verlor dort erst gegen das Team aus Deutschland mit 2:5 und holte Silber. Wiederum vier Jahre später, bei den Olympischen Spielen 1932 in Los Angeles, revanchierte sich das ungarische Team für diese Niederlage und schlug Deutschland im entscheidenden Finalspiel mit 6:2. Ungarn wurde Olympiasieger und Keserű gewann, zusammen mit seinen Teamkollegen György Bródy, Sándor Ivády, Olivér Halassy, József Vértesy, János Németh, Márton Homonnay, seinem Bruder Alajos Keserű, Miklós Sárkány und István Barta, seine erste und einzige Goldmedaille.

## Weblink
- Ferenc Keserű in der Datenbank von Olympedia.org (englisch)

| Personendaten    | Personendaten                 |
| ---------------- | ----------------------------- |
| NAME             | Keserű, Ferenc                |
| KURZBESCHREIBUNG | ungarischer Wasserballspieler |
| GEBURTSDATUM     | 27. August 1903               |
| GEBURTSORT       | Budapest                      |
| STERBEDATUM      | 16. Juli 1968                 |
| STERBEORT        | Budapest                      |